# Franz Rau (Märtyrer)
Franz Rau (* 1888 in Rothammel/Pamjatnoje, Wolgagebiet bei Saratow, Russisches Kaiserreich; † 1. November 1937 in Medweschjegorsk, Sowjetunion) war ein russlanddeutscher römisch-katholischer Geistlicher und Märtyrer.

## Leben
Franz Rau wuchs als Bauernsohn im Bistum Tiraspol auf. Er studierte Theologie im Priesterseminar Saratow und wurde 1911 zum Priester geweiht. Die Stationen seines Wirkens waren: Religionslehrer in Karlsruhe, 1913 Pfarrer in Marienfeld bei Odessa, 1918 in Josefstal bei Odessa, 1923–1930 in Rothammel. Am 28. April 1930 wurde er verhaftet und am 20. April 1931 im Butyrka-Gefängnis zum Tode verurteilt. Nach Umwandlung der Strafe in 10 Jahre Gulag wurde er 1937 auf den Solowezki-Inseln neuerlich verhaftet, zum Tode verurteilt und noch im selben Jahr erschossen.

## Gedenken
Die Römisch-katholische Kirche in Deutschland nahm Pfarrer Franz Rau als Märtyrer in das deutsche Martyrologium des 20. Jahrhunderts auf.